# Formiciinae
Formiciinae – wymarła podrodzina mrówek.
Samce osiągały około 20–30 mm długości przednich skrzydeł i miały nitkowate czułki. Królowe miały przednie skrzydła długości około 45–60 mm i krótkie czułki. Robotnice pozostają nieznane. Przetchlinki pozatułowia i gaster były szczelinowate, te ostatnie 6-krotnie dłuższe niż szerokie. Użyłkowanie przednich skrzydeł charakteryzowało się kompletną żyłką 1r-rs, dwoma małymi komórkami submarginalnymi i przesuniętą na środek skrzydła pterostigmą. Samice miały krótkie, zredukowane żądła.
Należy tu jeden, środkowoeoceński rodzaj:
- Formicium Westwood, 1854